# Chemia radiacyjna
Chemia radiacyjna – według definicji IUPAC – dziedzina chemii fizycznej zajmująca się efektami chemicznymi działania promieniowania jonizującego na materię. Według definicji IUPAC chemia radiacyjna jest dziedziną chemii jądrowej, a nie fotochemii. Ta ostatnia dziedzina zajmuje się bowiem zjawiskami chemicznymi indukowanymi przez promieniowanie elektromagnetyczne nie wywołujące jonizacji materii, zaś chemia radiacyjna bada oddziaływanie materii z wysokoenergetycznym promieniowaniem α, β i γ. Z kolei w odróżnieniu od radiochemii, chemia radiacyjna bada wszelkie procesy chemiczne indukowane przez promieniowanie jonizujące, nawet jeśli nie są związane z radioaktywnością poddanej promieniowaniu materii.
Z definicji pierwszym etapem reakcji chemicznej indukowanej promieniowaniem jonizującym musi być jonizacja (która może polegać na oderwaniu elektronu od cząsteczki), przyłączenie elektronu lub niehomolityczny rozpad wiązań chemicznych. Indukcja radiacyjna reakcji zachodzi na ogół bardzo szybko. Pojedyncze akty inicjowania trwają ok. 10−18 s. W dalszych etapach zachodzą reakcje powstałych jonów z otaczającymi je cząsteczkami ośrodka, które mogą mieć bardzo różny przebieg.

## Rola
Chemia radiacyjna odgrywa dużą rolę w badaniach wpływu promieniowania wysokoenergetycznego na organizmy żywe (sterylizacja radiacyjna, radioterapia) oraz w przemyśle (inicjowanie procesów polimeryzacji, modyfikacja właściwości tworzyw sztucznych, radiacyjna synteza chemiczna). Skutki promieniowania jonizującego na organizmy żywe są rezultatem zachodzących w tych organizmach reakcji radiacyjnych. Działanie promieniowania polega na inicjowaniu różnych przemian chemicznych lub zmianie kinetyki reakcji biegnących w organizmie. Promieniowanie może oddziaływać bezpośrednio na substancje pełniące ważne funkcje biologiczne (jak kwasy nukleinowe, białka, lipidy) lub pośrednio, wskutek reakcji z produktami radiolizy, zwłaszcza radiolizy wody, głównego składnika komórek. Zmiany chemiczne substancji biologicznie aktywnych powodują uszkodzenia komórek, tkanek i całego organizmu. Wrażliwość komórek organizmu na promieniowanie jest tym większa, im większa jest ich zdolność do rozmnażania się i tym mniejsza, im mniej są one zróżnicowane. Uszkodzenie radiacyjne kwasów nukleinowych zakłóca przekazywanie informacji genetycznej. Wzrost częstości mutacji rośnie proporcjonalnie do dawki promieniowania. Chemiczne skutki działania promieniowania zależą nie tylko od dawki, lecz także od rodzaju promieniowania.

## Radioliza wody
Do najważniejszych reakcji radiacyjnych należy radioliza wody. Po pochłonięciu kwantu promieniowania (hν) przez cząsteczkę wody następuje jej jonizacja:
H
2O + hv → H
2O+
 + e−

lub wzbudzenie i rozpad na rodniki:
H
2O + hν → H
2O•
 → H•
 + OH•

Jony H
2O+
 ulegają rozpadowi na jony i rodniki (które można zaobserwować na widmie masowym pary wodnej):
H
2O+
 → H+
 + OH•
 lub H
2O+
 → H•
 + OH+

a elektrony – hydratacji (w czasie 10−11 s) i następnie rozkładowi:
H
2O + e−
 → H
2O−
 → H•
 + OH−

Gdy elektron nie zdoła oddalić się poza obszar elektrostatycznego oddziaływania jonu macierzystego H
2O+
, ulega wychwytowi i powstaje wówczas wzbudzona cząsteczka wody (H
2O*), która rozpada się na rodniki:
H
2O+
 + e−
 → H
2O* → H•
 + OH•

Rodniki OH•
 i atomy wodoru rekombinują:
H•
 + OH•
 → H
2O
OH•
 + OH•
 → H
2O
2
H•
 + H•
 → H
2
W rezultacie otrzymuje się bardzo reaktywne rodniki OH•
 i H•
 oraz cząsteczki H
2O
2 i H
2, które mogą reagować z substancjami znajdującymi się w wodzie, a po nagromadzeniu w większych stężeniach – z rodnikami H•
 i OH•
, np.:
H
2O
2 + OH•
 → H
2O + O
2H•

Przy długotrwałym naświetlaniu wody następuje także wydzielenie tlenu:
OH•
 + O
2H•
 → H
2O + O
2
H
2O
2 + O
2H•
 → H
2O + O
2 + OH•

Skutki chemiczne zależą od wielkości pochłoniętej przez układ dawki promieniowania. Dawką nazywa się ilość pochłoniętej energii przez określoną masę substancji (jednostką jest grej: 1 Gy = 1 J/1 kg).
Rozkład wody pod wpływem cząstek α zaobserwowała Maria Skłodowska-Curie podczas pracy z roztworami soli radu. Ponieważ produktami tej reakcji były wodór i tlen, proces ten nazwała radiolizą, przez analogię do elektrolizy wody, której produktami są także wodór i tlen. Obserwacja ta dała początek chemii radiacyjnej. W odróżnieniu od reakcji fotochemicznej, o których przebiegu decydują rodzaj i charakter wiązań między atomami w cząsteczce, w rekcjach radiacyjnych dominuje proces jonizacji, zależny przede wszystkim od gęstości ośrodka.

## Dozymetria
Pomiarami dawek promieniowania jonizującego zajmuje się dozymetria. Ponieważ wskutek pochłonięcia promieniowania następuje wzrost energii wewnętrznej układu, objawiający się wzrostem temperatury, można przez jej dokładny pomiar określić dawkę pochłoniętej energii promieniowania. Miarą chemiczną skutków działania promieniowania wysokoenergetycznego jest tzw. wydajność radiacyjna, czyli liczba powstających lub znikających indywiduów chemicznych wskutek pochłonięcia pewnej porcji energii przez ośrodek. Duża szybkość reakcji radiacyjnych wynika z bardzo małej energii aktywacji koniecznej do ich przebiegu. Badania mechanizmu i kinetyki reakcji radiacyjnych polegają min. na spowolnieniu reakcji przez zamrożenie próbki powodujące uwięzienie powstałych nietrwałych produktów radiolizy w tzw. pułapkach, z których mogą się wydostać i reagować dopiero po ogrzaniu próbki. Do śledzenia reakcji z udziałem rodników stosuje się najczęściej metodę elektronowego rezonansu paramagnetycznego. Najważniejszą metodą badania bardzo szybkich reakcji radiacyjnych jest radioliza impulsowa.

## Ośrodki badań radiacyjnych w Polsce
Ośrodki badań radiacyjnych w Polsce to m.in.:
- Międzyresortowy Instytut Techniki Radiacyjnej Politechniki Łódzkiej
- Instytut Chemii i Techniki Jądrowej w Warszawie.

Wybrane czasopisma publikujące prace z dziedziny chemii radiacyjnej:
- „Radiation Physics and Chemistry”[2]
- „Radiation Research”[3]
- „Nukleonika”[4] (wydawana przez Instytut Chemii i Techniki Jądrowej w Warszawie)